# 况场街道
况场镇，是中华人民共和国四川省泸州市江阳区下辖的一个乡镇级行政单位。

## 行政区划
况场镇下辖以下地区：
况场社区、况丰村、方山村、普潮村、华丰村、红山堡村、玉桥村、千丰村、保林沟村、杜岩村、花湾村、盘湾村、玉丰村、玉光村、丰咀村、游湾村、园墙村、鱼项村、二郎庙村、福利湾村、韩坝村、团山村、土包村、大地村、楼房村和马石塔村。